# Edmund Michael Dunne
Edmund Michael Dunne (* 2. Februar 1864 in Chicago, Illinois, Vereinigte Staaten; † 17. Oktober 1929 in Peoria, Illinois) war ein US-amerikanischer römisch-katholischer Geistlicher und Bischof von Peoria.

## Leben
Edmund Michael Dunne, Sohn einer irischen Einwandererfamilie mit Wurzeln bis in das 12. Jahrhundert, durfte mit einer Sondererlaubnis bereits als 17-Jähriger die Priesterausbildung beginnen. Der Erzbischof von Chicago, Patrick Augustine Feehan, spendete ihm am 24. Juni 1887 in der Quintinskirche in Löwen die Priesterweihe für seine Erzdiözese. Der musikalische und sprachbegabte Dunne war in Chicago zehn Jahre lang Seelsorger für italienische Einwanderer an der Schutzengelkirche. Vor seiner Ernennung zum Bischof war er Kanzler des Erzbistums Chicago.
Papst Pius X. ernannte ihn am 30. Juni 1909 zum Bischof von Peoria. Der Apostolische Delegat in den Vereinigten Staaten, Erzbischof Diomede Falconio OFM, spendete ihn am 1. September desselben Jahres die Bischofsweihe; Mitkonsekratoren waren John Janssen, Bischof von Belleville, und Peter James Muldoon, Bischof von Rockford.
Als Bischof setzte er sich stark für soziale Belange ein. Unmittelbar nach seiner Ernennung organisierte er die Hilfe für die Opfer eines Bergwerksunglücks in Cherry und die Versorgung der Hinterbliebenen. In seiner Amtszeit gründete er mehrere Waisenhäuser. Ebenso lag ihm das katholische Bildungswesen am Herzen. Ein Höhepunkt in diesem Bereich war im Jahr 1913 die Einweihung von gleich drei katholischen Schulen in Ottawa. In seelsorglichen Fragen war er ein begeisterter Verfechter der von Papst Pius X. propagierten Herabsetzung des Alters für die Erstkommunion.